# Ингрид едет на Запад
«Ингрид едет на Запад» (англ. Ingrid Goes West) — американский фильм 2017 года режиссёра Мэтта Спайсера. Премьера фильма состоялась на Кинофестивале Сандэнс 20 января 2017 года.

## Сюжет
Ингрид — молодая девушка, страдающая от психических расстройств. Когда она узнаёт, что её знакомая не пригласила её на свадьбу, она приезжает на вечеринку и брызгает ей в лицо из газового баллончика. После этого Ингрид проходит курс лечения в психиатрической больнице.
После того как она выходит из больницы, Ингрид узнаёт из журнала о популярной Инстаграм-блогерше Тейлор Слоан. Используя полученные после смерти матери деньги, она переезжает в Лос-Анджелес, чтобы познакомиться с Тейлор. Приехав, она снимает жильё у Дэна Пинто, начинающего сценариста.
Встретившись с Тейлор в одном из её любимых книжных магазинов, Ингрид следует за ней до дома и выкрадывает у неё собаку. Она возвращает собаку и таким образом знакомится с Тейлор и её мужем. Тейлор предлагает Ингрид остаться с ними на ужин и она соглашается. На следующий день Ингрид одалживает пикап у Дэна, пообещав вернуть его к вечеру, для того, чтобы помочь Тейлор перевезти некоторые вещи. На пути обратно Ингрид повреждает машину и возвращается обратно только утром, из-за чего Дэн пропускает важную для него встречу.
На следующий день Ингрид знакомится с братом Тейлор, бывшим наркоманом, Никки. Они приглашают Ингрид посетить вечеринку у Харли Чанг и предлагают взять с собой Дэна.
Ингрид просит прощения у Дэна за поврежденный пикап и приглашает его на ужин, после чего у них завязываются отношения. Вдвоём они отправляются на вечеринку к Харли Чанг. Никки находит телефон Ингрид и понимает, что она помешана на Тейлор, после чего требует у неё денег. Ингрид решает подставить Никки и говорит Дэну, что он её избил. Она уговаривает Дэна похитить Никки, чтобы его запугать. Дэн похищает и связывает Никки, но ему удаётся высвободиться и он нападает на Дэна, после чего Дэна госпитализируют. Ингрид пытается дозвониться Тейлор, но её муж говорит, что Никки им все рассказал и если бы не его проблемы с законом, то её бы арестовали.
Отчаявшись, Ингрид использует оставшиеся средства, чтобы переехать в маленький домик по соседству с Тейлор, но в конечном счёте у неё заканчиваются деньги. Заметив Хэллоуин вечеринку в доме Тейлор, она одевает простыню и отправляется туда. Ингрид замечают и она ругается с Тейлор, Эзрой и Никки. Тейлор говорит, что они в действительности не были друзьями и что Ингрид нужна профессиональная помощь. Она возвращается домой, записывает видео для Инстаграма и пытается покончить с собой при помощи таблеток. Ингрид приходит в себя в госпитале, узнав, что Дэн вызвал для неё помощь, а также то, что её видео приобрело популярность.

## В ролях
- Обри Плаза — Ингрид Торбёрн
- Элизабет Олсен — Тейлор Слоан
- О’Ши Джексон мл. — Дэн Пинто
- Уайатт Рассел — Эзра
- Билли Магнуссен — Никки Слоан
- Пом Клементьефф — Харли Чанг
- Ханна Атт — Николь
- Джозеф Брин  — Гарт Лафайетт
- Анджелика Амор — Синди
- Мередит Хагнер — Шарлотта Баквальд

## Критика
Фильм получил в основном положительные оценки кинокритиков. На сайте Rotten Tomatoes фильм имеет рейтинг 85 % на основе 169 рецензий критиков со средней оценкой 7,1 из 10. На сайте Metacritic фильм получил оценку 71 из 100 на основе 39 рецензий, что соответствует статусу «в основном положительные отзывы».